# 173
Het jaar 173 is het 73e jaar in de 2e eeuw volgens de christelijke jaartelling.

## Gebeurtenissen

### Europa
- De Germaanse stam de Chauken doen een inval in het noorden van Nederland (Groningen en Friesland) en houden een plunderveldtocht in Gallia Belgica (huidige Vlaanderen). Arras wordt platgebrand, de steden Bavay, Thérouanne en Doornik worden grotendeels vernield.
- Marcus Didius Julianus leidt een strafexpeditie tegen de Germanen en laat forten bouwen langs de Noordzeekust en Het Kanaal (Litis Saxonicum).

### Balkan
- De Quadi verbreken het vredesverdrag (171) en worden in Moravië tijdens een hevig onweer, in een veldslag door keizer Marcus Aurelius verslagen.

### Egypte
- Het Romeinse leger (2 legioenen) onder bevel van Avidius Cassius, onderdrukt de opstand in Egypte. In de Nijldelta worden de roverbendes verdreven.